# Aureli Capmany i Farrés
Aureli Capmany i Farrés   (Barcelona, 26 de febrer de 1868 - Barcelona, 9 d'octubre de 1954) fou un destacat folklorista de formació autodidàctica.

## Biografia
Aureli Pau Pere Capmany i Farrés fou fill de Pau Capmany i Cumellas, de Rubí, i de la seva esposa, Maria Farrés i Viñolas, de Barcelona.
Casat amb Maria Farnés i Pagès, filla de Sebastià Farnés i Badó, foren pares de la també escriptora Maria Aurèlia Capmany. S'interessà vivament en l'estudi dels costums catalans, especialment per les rondalles, les cançons i les danses populars.
Destacà també en la seva activitat de promotor cultural i fou un dels fundadors de l'Orfeó Català el 1891 i de l'Esbart de Dansaires el 1907. També dirigí l'Esbart Català de Dansaires el 1909. Per als seus estudis sobre espectacles tradicionals i danses de tota mena va comptar amb la col·laboració de Pauleta Pàmies.
Treballà a l'Arxiu Municipal de Barcelona i col·laborà en les seves publicacions. Fou el fundador i el primer director de la revista infantil En Patufet el 1904. Col·laborà en altres publicacions infantils, com La Rondalla del Dijous el 1909, La Mainada (1921-23) i Plançons el 1933, i també en les revistes D'Ací i d'Allà i Esplai.

## Obres
Les principals obres publicades d'Aureli Capmany foren:
- "Cançoner popular" (1901-13)
- "Rondalles per a nois" (1904)
- "Cançons i jocs cantats de la infantesa" (1923)
- "Com es balla la sardana" (1924)
- "De marionetes i titelles" (1928)
- "La sardana a Catalunya" (1948)
- "El ball i la dansa popular a Catalunya" (1948)
- "La dansa a Catalunya" (1935-1953)

Diversos estudis sobre costums populars: 
- "Baladrers de Barcelona" (1947)
- "Calendari de llegendes, costums i festes tradicionals catalanes" (1951).

## Fons
Part del seu fons personal es conserva a l'Arxiu Fotogràfic de Barcelona. El fons està compost per documentació generada i reunida per Aureli Capmany. D'una banda, fotografies de caràcter personal, com ara retrats de familiars i persones de l'entorn del folklorista que presenten un ambient íntim i proper. De l'altra, material aplegat fruit de l'activitat professional que desenvolupà com a folklorista. Són fotografies que il·lustren temes d'estudi de l'interès de Capmany, com la dansa i els balls populars. Es troben retrats de músics, cantants, persones del món de la cultura i tipus populars. Així mateix, el fons conté fotografies de la ciutat que mostren la vida quotidiana i vistes d'edificis religiosos de poblacions catalanes.
Així mateix, l'Arxiu Històric de la Ciutat de Barcelona conserva part del fons personal d'Aureli Capmany que inclou documents vinculats al folklore, dibuixos i altres documents de temàtica variada.
Una altra part del seu fons personal, va ser conservat per la seva filla, Maria Aurèlia Capmany i Farnés. L'arxiu i el fons bibliogràfic de Maria Aurèlia Capmany (que inclou aquests documents d'Aureli Capmany) fou llegat a la Facultat de Filosofia i Lletres de Tarragona l'any 1991 en compliment de les disposicions testamentàries d'ambdós, on ha esdevingut part del Llegat Vidal-Capmany, ubicat a la Biblioteca del CRAI Campus Catalunya de la Universitat Rovira i Virgili de Tarragona, i està a l'abast d'estudiosos i interessats.